# New Line Cinema
New Line Cinema (häufig nur New Line, gelegentlich als NL abgekürzt) ist ein US-amerikanisches Filmproduktionslabel, das zu Warner Bros. gehört. Bis zur Übernahme im Jahr 2008 war es eine US-amerikanische Independent-Filmproduktions- und Vertriebsgesellschaft mit Hauptsitz in New York. Bob Shaye gründete das Unternehmen 1967 und veröffentlichte an amerikanischen Universitäten vor allem ausländische Filme, darunter Werke berühmter und einflussreicher Regisseure. Ab Mitte der 1970er-Jahre produzierte New Line Cinema zudem auch eigene Filmprojekte. Besonders erfolgreich waren in den späten 1980er- und frühen 1990er-Jahren die Franchises Nightmare und Turtles. 1994/1995 kaufte Turner Broadcasting System für 500 Millionen Dollar New Line Cinema. Durch die spätere Fusion von Turner mit Time Warner wurde es 1996 Teil des umfassenden Medienunternehmens. New Line konnte seine Unabhängigkeit bewahren und produzierte die sehr erfolgreiche Der-Herr-der-Ringe-Trilogie, welche 2001, 2002 und 2003 in die Kinos kam. In der ersten Hälfte der 2000er-Jahre war New Line Cinema das profitabelste Studio in Hollywood und genoss nach der Tolkien-Verfilmung hohes Ansehen. Durch einige Misserfolge wie zum Beispiel Der Goldene Kompass verlor es 2008 seine Eigenständigkeit und wurde Warner Bros. einverleibt, blieb dabei jedoch als Produktionseinheit erhalten.
Zu New Line Cinema gehörte von 1990 bis 2005 die Tochtergesellschaft Fine Line Features für die Produktion und den Vertrieb kleinerer und ausländischer Filme. Die Aufgabe von Fine Line erfolgte zugunsten der 2005 gemeinsam mit Home Box Office gegründeten Gesellschaft Picturehouse, die im Herbst 2008 nach dem Verlust der Eigenständigkeit des Mutterunternehmens aufgelöst wurde.

## Geschichte

### Beginn als Filmverleih

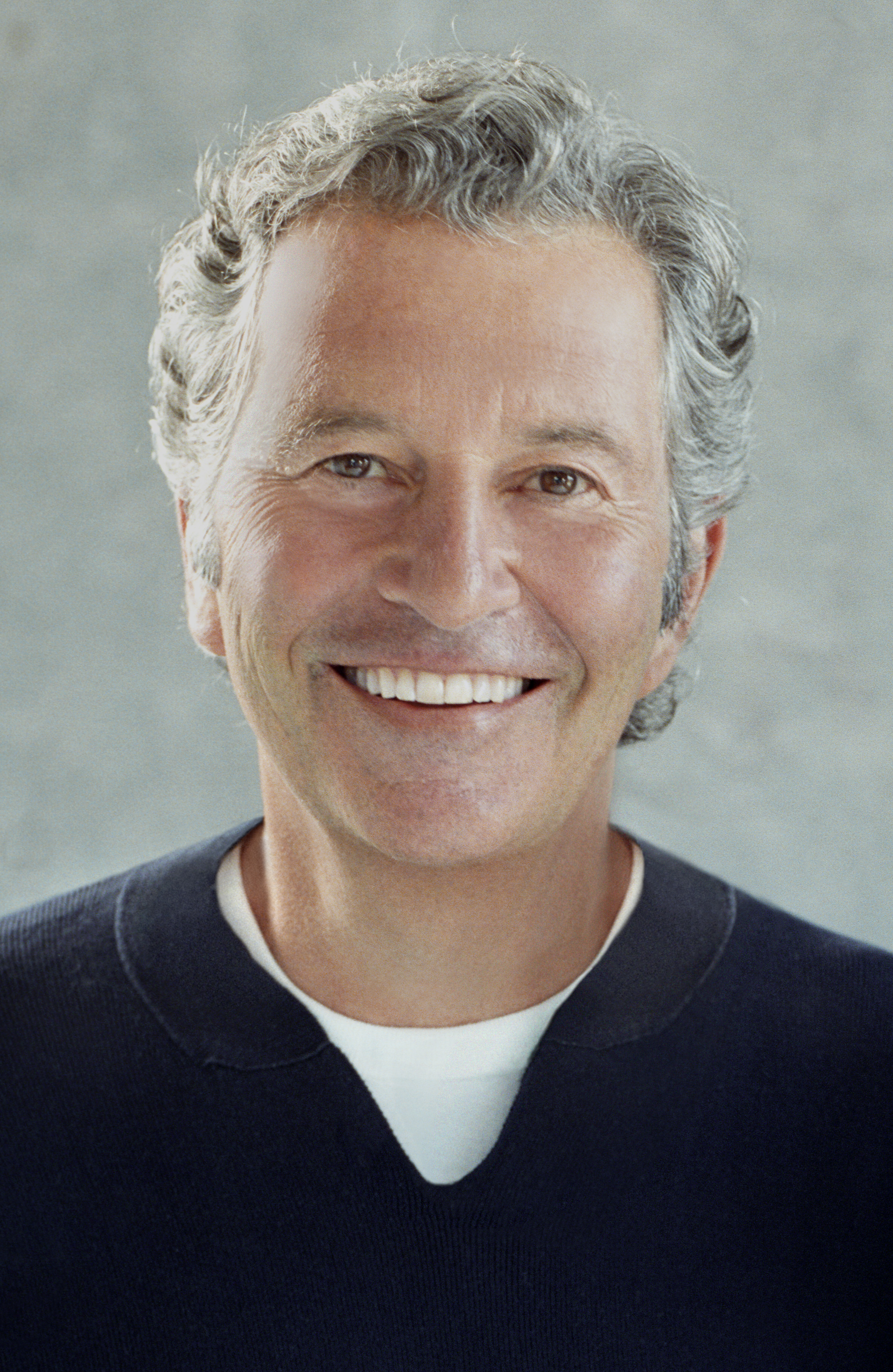
Bob Shaye, um 2010

1967 gründete Bob Shaye New Line Cinema als kleine Filmverleihfirma, während er in der Filmabteilung des Museum of Modern Art (MoMA) arbeitete. Sie sollte vor allem ausländische Filme für die Veröffentlichung an Universitäten verbreiten. Der erste Abschluss des neuen Unternehmens war die Veröffentlichung zweier tschechischer Filme, deren Profit sich New Line mit dem MoMA teilte. Shaye konzentrierte sich auf Filme mit künstlerischem Anspruch oder subversivem Charakter, darunter Filme des Queer Cinema, Rock-Dokumentationen und Sexploitationfilme. Zudem setzte er auf eine gezielte Veröffentlichungsstrategie mit Mitternachtsvorstellungen für bestimmte Filme. Damit suchte Shaye mit New Line Cinema eine Nische, die von anderen Filmvertrieben nicht oder nur in geringem Ausmaß bedient wurde. 1968 vertrieb das Unternehmen den Film Eins plus Eins von Jean-Luc Godard erst an Universitäten und dann auch in den Kinos, 1971 folgten zwei Filme des jungen deutschen Regisseurs Werner Herzog. Ein besonderer Erfolg für New Line Cinema war 1972 die Veröffentlichung von Reefer Madness, einem 1938 gedrehten Film der Regierung, der sich gegen Marihuana richtete. Mit ihm setzte Shaye zwei Millionen Dollar um. Insgesamt vertrieb New Line Cinema in den ersten Jahren überwiegend ausländische Filme und amerikanische Independent-Produktionen, die mit ihrem subversiven Charakter die studentische Zielgruppe besonders ansprechen sollten.

### Erste eigene Filmproduktionen und angespannte Finanzsituation
Die erste Eigenproduktion von New Line Cinema war Stunts 1977, der jedoch nur mäßig erfolgreich war. Bei ihr handelte es sich um einen Pre-Production Deal, bei denen das Unternehmen für zu erstellende Produktionen Vorauszahlungen leistete. Im folgenden Jahr begann New Line Cinema mit der kompletten Eigenproduktion von Filmen. Grund dafür war die steigende Zahl von Filmverleihern, die die Preise für den Erwerb ausländischer Filmrechte in die Höhe trieb. Hinzu kam, dass Shaye von der Chemical Bank und privaten Investoren fünf Millionen Dollar als Kredit aufnehmen konnte und insgesamt mehr Geld im Markt für Filmproduktionen zur Verfügung stand. Zu Beginn war für die Produktionen ein Kostenlimit von zwei Millionen Dollar vorgesehen.
Der Film Frau zu verschenken von Bertrand Blier mit Gérard Depardieu in der Hauptrolle war 1978 der erste von New Line Cinema in den USA vertriebene Film, der einen Oscar gewinnen konnte. 1980 stieg Michael Lynne als Berater in das Unternehmen ein. Zu dieser Zeit hatte New Line Cinema nur 17.000 Dollar auf dem Konto. Anschließend stellte Lynne das Unternehmen auf eine finanziell solidere Basis. Im folgenden Jahr koproduzierte New Line Cinema Polyester von John Waters, bis dahin der am ehesten dem Mainstream zuzuordnende Film des Regisseurs. Zudem wiederveröffentlichte New Line 1981 den Film Blutgericht in Texas und konnte damit vor allem in Mitternacht-Vorführungen zufriedenstellende Einnahmen erzielen. In der folgenden Zeit engagierte sich das Unternehmen verstärkt im Bereich von Horrorfilmen. Dennoch waren die frühen 1980er-Jahre eine Zeit finanzieller Engpässe für New Line Cinema.

### Etablierung

Das New Line Cinema-Logo wurde von 1987 bis 2011 verwendet. Dies ist eine Version mit der TimeWarner-Byline, die von 2004 bis 2011 verwendet wurde.

1984 produzierte das Unternehmen mit Nightmare – Mörderische Träume einen kommerziell erfolgreichen Film, der einen Wendepunkt in der Geschichte des Unternehmens darstellte. Der Überraschungserfolg bewahrte New Line Cinema mit einem Umsatz von 25,5 Millionen Dollar bei Produktionskosten von 1,3 Millionen vor dem Bankrott. Der Film wurde zu einem erfolgreichen Franchise ausgebaut. Bis 1991 folgten fünf weitere, günstiger produzierte, Teile, denen noch zwei weitere Spin-offs folgen sollten. Der dritte Film der Reihe, Nightmare III – Freddy Krueger lebt, war die erste nationale Veröffentlichung von New Line Cinema, die auf über 1000 Leinwänden gezeigt wurde. Zudem gab es eine zwei Staffeln umfassende Fernsehserie, die auf den Nightmare-Filmen basierte. Als die Zugkraft dieses Franchise nachließ, investierte New Line Cinema drei Millionen Dollar in die Filmrechte an den Teenage-Mutant-Ninja-Turtles-Comics. Dem Film Turtles im Jahr 1990, der 200 Millionen Dollar einspielte, folgten 1991 und 1993 zwei weitere Teile. Der Erfolg der Turtles überstrahlte das mit dem Film House Party ebenfalls etablierte Franchise, das drei Kinofilme und eine Direct-to-Video-Produktion umfasste. Um die Nightmare-Serie und die Turtles gelang es New Line Cinema zudem, zahlreiches Merchandising zu platzieren, was den Ertrag des jeweiligen Franchise noch steigerte.
1986 wurde New Line für 4,5 Millionen Dollar von Drexel Burnham Lambert an die American Stock Exchange gebracht. Damit wurde es das erste börsennotierte Independent-Studio. Mit RCA/Columbia Pictures Home Video wurde zudem ein Vertrag über elf Millionen Dollar für die Video-Rechte abgeschlossen. Im Jahr 1990 wurde Michael Lynne Geschäftsführer, während Bob Shaye den Posten des Vorstandsvorsitzenden übernahm. Dieses Jahr war für die Entwicklung des Unternehmens wichtig, da es mit einigen Transaktionen und Übereinkünften breiter aufgestellt wurde. Mit Carolco Pictures gründete New Line das Joint Venture Seven Arts, das jedoch nur einige wenige Filme veröffentlichte, bevor es wieder eingestellt wurde. Es wurde eine Video-Abteilung gegründet, die durch den Erwerb der Nelson Entertainment Group gestärkt wurde. Mit Fine Line Features wurde zudem eine Arthouse-Abteilung eingerichtet. Darüber hinaus investierte New Line Cinema in RHI Entertainment und gründete die New Line Television Distribution, womit das Unternehmen in den Markt für Fernsehproduktionen expandierte. 1991 wurde RHI komplett übernommen, nachdem es Konkurs angemeldet hatte. In diesem Jahr drehte Lynne für New Line zudem den Film Book of Love, der jedoch von der Kritik negativ aufgenommen wurde und nur in wenigen Kinos gezeigt wurde. Der Film spielte nur 1,4 Millionen Dollar ein. Die neue Tochter Fine Line Features veröffentlichte verschiedene Arthouse-Titel wie Ein Engel an meiner Tafel und Short Cuts.
Seit Mitte der 1980er-Jahre stieg die Zahl von Independent-Produktionen aufgrund des steigenden Bedarfs infolge des Video- und Kabelfernseh-Booms. Es entstanden zahlreiche neue Produktionsfirmen, jedoch konnten sich die meisten wirtschaftlich nicht dauerhaft etablieren. Es kam zu Pleiten und einer Konzentration des Marktes. 1992 vertrieben neben New Line Cinema nur noch Miramax, The Samuel Goldwyn Company und Orion Classics, ein Unternehmen, das Mitte der 1990er-Jahre ebenfalls in wirtschaftliche Schwierigkeiten geriet, internationale Filme, die an den Kinokassen überdurchschnittlich erfolgreich waren. Für New Line Cinemas wirtschaftlichen Erfolg zu dieser Zeit war entscheidend, dass die produzierten und vertriebenen Filme oftmals das Potenzial hatten, auch über den Arthouse-Markt hinaus Publikum anziehen zu können.

### Kauf durch Turner, Unabhängigkeit unter Time Warner
1993 erwarb Turner Broadcasting System New Line Cinema für 500 Millionen Dollar, die teilweise in Aktien beglichen wurden. Der Kauf wurde am 28. Januar 1994 vollzogen. Turner verfolgte mit diesem Geschäft die Stärkung seiner Kabelsender im Filmbereich. Nach dem Verkauf blieb die Führung von New Line Cinema gleich, obwohl Shaye Probleme hatte, sich damit abzufinden, dass er nicht mehr der Eigentümer war. Finanziell war das Unternehmen jetzt in der Lage, teurere und mehr Filme zu produzieren. Das Jahr 1994 verlief für New Line Cinema sehr erfolgreich: Die Filme Die Maske und Dumm und Dümmer, in denen jeweils Jim Carrey die Hauptrolle spielte, erlösten weltweit 320 Millionen bzw. 240 Millionen Dollar. Fine Line Features veröffentlichte die Basketball-Dokumentation Hoop Dreams. Der Film war einer der finanziell erfolgreichsten dieses Genres und fand positive Aufnahme bei den Kritikern. Ebenfalls 1994 konnte sich New Line Cinema das Drehbuch für Tödliche Weihnachten für vier Millionen Dollar sichern, womit es sich gegen die Konkurrenz der großen Studios durchsetzte und den bis dahin höchsten Preis für ein Script bezahlte.
Nach der Fusion von Turners Unternehmen mit dem Konzern Time Warner 1996 war New Line Cinema neben Warner Bros. und Warner Independent Pictures der dritte Filmverleih und -produzent des Unternehmens. Time Warner wies eine erhebliche Schuldenlast auf und überlegte anfangs, New Line zu veräußern, behielt aber letztendlich das Unternehmen. Auch außerhalb des Unternehmens gab es entsprechende Gerüchte. Fine Line Features konnte sich gegen Miramax durchsetzen und erhielt die Rechte an Shine – Der Weg ins Licht, der der erste Film der Arthouse-Abteilung wurde, der für den Oscar als bester Film nominiert wurde. Künstlerisch und bei der kritischen Rezeption blieb New Line erfolgreich, so erhielt etwa Boogie Nights drei Oscar-Nominierungen. Wirtschaftlich verliefen 1997 und 1998 jedoch nur mäßig. Zwar war Austin Powers – Das Schärfste, was Ihre Majestät zu bieten hat 1997 ein Überraschungserfolg, jedoch ließ sich der Erfolg nicht schnell in ein Franchise überführen. Da auch die bereits bestehenden Franchises von New Line Cinema kein Potential zur weiteren Auswertung mehr besaßen, war das Unternehmen auf der Suche nach einem zugkräftigen Titel.

### Der Herr der Ringe

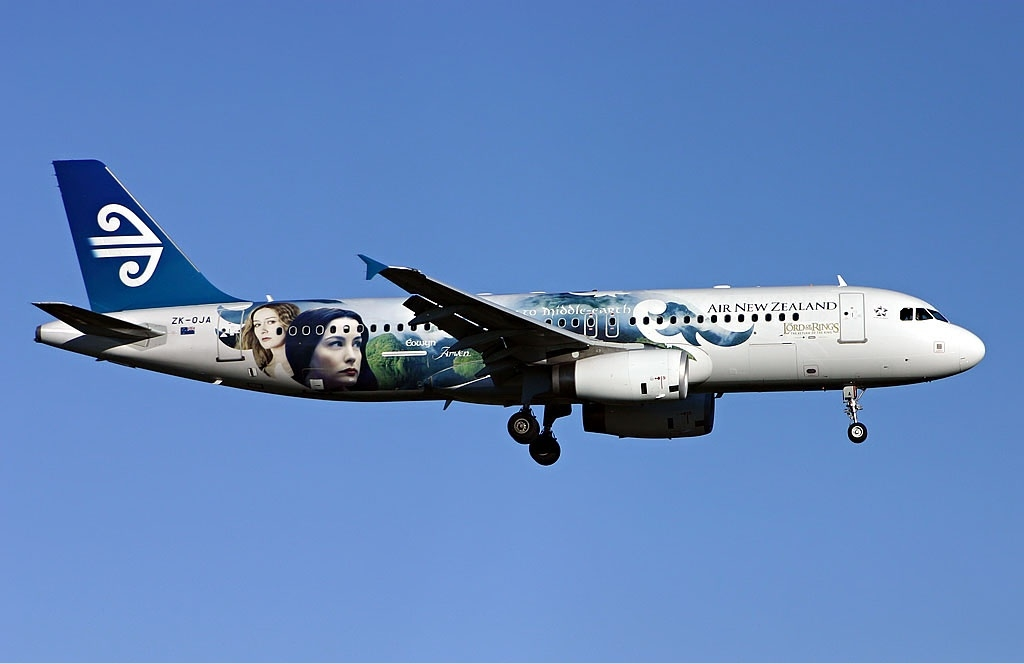
Durch Kooperation mit Unternehmen wie Air New Zealand, die drei Flugzeuge mit Motiven aus Der Herr der Ringe versah und sich als „the official airline to Middle Earth“ bezeichnete, sicherte New Line Cinema einen Teil des Produktionsbudgets.

Im Juni 1998 erhielt Peter Jackson von Miramax die Erlaubnis, sich nach einem neuen Studio für sein Herr-der-Ringe-Projekt umzusehen. Harvey Weinstein ließ ihm nur drei Wochen Zeit dafür und stellte zudem außergewöhnlich harte Bedingungen: Statt wie üblich den Großteil des Preises nach Veröffentlichung des Films zu fordern, sollten die zwölf Millionen Dollar – zehn Millionen für die bisherigen Investments und zwei Millionen für die bereits angeschafften Reserven neuseeländischer Währung – binnen eines Tages gezahlt werden. Harvey und Bob Weinstein sollten als ausführende Produzenten in den Credits genannt werden und Miramax fünf Prozent der Einnahmen erhalten. Neben Polygram interessierte sich nur New Line Cinema für das Projekt. Da Polygram jedoch in wirtschaftlichen Schwierigkeiten steckte, blieb nur New Line als ernsthafter Interessent. New Lines Interesse an dem Projekt wurde vor allem von Mark Ordesky, dem Leiter der Art-House-Abteilung des Unternehmens, getragen. Er schätzte Jacksons Arbeit seit längerer Zeit und hatte ihn 1990 ein nicht umgesetztes Script für die Nightmare-Serie erstellen lassen. Bob Shaye, der Leiter des Studios, reagierte positiv auf Jacksons Pitch-Tape. Er wandte sich gegen die Umsetzung in zwei Teilen und schlug stattdessen drei Teile vor. Der Abschluss des Geschäfts zog sich hin, so dass Miramax die Frist zweimal verlängerte. Am 24. August 1998 gab New Line Cinema bekannt, dass das Unternehmen die Herr-der-Ringe-Verfilmung produzieren würde.
Die Entscheidung für den Erwerb des Herr-der-Ringe-Projekts beruhte vor allem auf dessen guter Vermarktbarkeit. Zudem wurden die finanziellen Risiken eingeschränkt. So konnten etwa die Kosten durch den zeitgleichen Dreh aller drei Teile niedrig gehalten werden. Dies lag daran, dass Neuseeland ein günstiges Produktionsland war und große Gagensteigerungen der Schauspieler nach dem Erfolg des ersten Teils ausblieben. Daneben konnte ein Großteil der Kosten durch den Verkauf der ausländischen Verwertungsrechte – wie für einen Independent-Film üblich – und Lizenzierungen bereits im Vorfeld gedeckt werden. Die Rechte wurden an 25 Filmverleiher vermarktet, womit 65 % der Kosten abgedeckt wurden. Auch Teile des Marketings wurden von diesen Verleihern übernommen. Ebenfalls günstig wirkte sich aus, dass nach dem Anlauf des ersten Films für die nächsten beiden Teile auf dessen Marketing aufgebaut werden konnte. Die Dreharbeiten dauerten von Oktober 1999 bis Dezember 2000, wobei später noch Szenen nachgedreht wurden. Sie erfolgten mit großer Unabhängigkeit von New Line Cinema, Jackson hatte relativ freie Hand. New Line Cinema sah die ersten Filmaufnahmen – wie auch andere Vertreter der Filmbranche und der Presse – erst bei der 30 Minuten langen Preview im Rahmen des Filmfestivals von Cannes 2001.
Die Veröffentlichung der drei Filme Der Herr der Ringe: Die Gefährten, Der Herr der Ringe: Die zwei Türme und Der Herr der Ringe: Die Rückkehr des Königs erfolgte jeweils im Dezember der Jahre 2001, 2002 und 2003. Vor der Veröffentlichung des ersten Teils herrschte bei New Line Cinema einige Nervosität. 2000 konnte Adam Sandler dem Film Little Nicky keinen Schub verleihen, so dass dieser zu einem Flop für New Line wurde. Im April 2001 versagte der lange überfällige Film Stadt, Land, Kuss völlig. Den Produktionskosten von 90 Millionen Dollar und einem Marketing-Budget von 15 Millionen standen Einnahmen von insgesamt rund zehn Millionen Dollar gegenüber. Dieser Fehlschlag fiel in die Zeit kurz nach der Fusion von AOL und Time Warner. In der Folge wurden in den Tochterfirmen Entlassungen vorgenommen, was bei New Line den Abbau von 100 Arbeitsplätzen und damit den Verlust von 20 % der Beschäftigten bedeutete. Zudem wurde New Line befohlen, in Zukunft die Filmbudgets zu senken. In der Fachpresse wurde zudem darüber spekuliert, dass AOL Time Warner auf den Film Harry Potter und der Stein der Weisen und das angeschlossene Franchise setze und New Lines Herr der Ringe deshalb weniger von der vertikalen Integration des Medienkonzerns profitieren werde. Die Los Angeles Times vermutete sogar, dass New Line Cinema bei einem zu geringen finanziellen Erfolg seinen Status als eigenständiges Studio verlieren und in Warner Bros. aufgehen würde. Diese Art der Spekulationen verloren jedoch ihre Grundlage, als Der Herr der Ringe: Die Gefährten am Startwochenende 47 Millionen Dollar in den Vereinigten Staaten einspielte. Mit insgesamt 860 Millionen Dollar an Einnahmen behauptete sich der erste Teil der Herr-der-Ringe-Filme zudem gut gegenüber Harry Potter und der Stein der Weisen, der 976 Millionen Dollar einspielte. Der finanzielle Erfolg des ersten Teils ließ New Line Cinema zudem zusätzlich in die Spezialeffekte und Nachdrehs der folgenden beiden Teile investieren, so dass die Trilogie letztendlich Produktionskosten von rund 330 Millionen Dollar aufwies. Die zwei Türme und Die Rückkehr des Königs steigerten die Einnahmen sogar noch: Der dritte Teil spielte weltweit 1,1 Milliarden Dollar ein und war damit 2004 der zweiterfolgreichste Film der Geschichte hinter Titanic. Hinzu kamen weitere große Einnahmen durch das DVD-Geschäft und Merchandising.
Infolge der erfolgreichen Trilogie war New Line Cinema auch insgesamt wirtschaftlich sehr erfolgreich. Im Jahr 2003 – dem letzten mit einer Herr-der-Ringe-Veröffentlichung – wies das Unternehmen einen Ertrag von insgesamt rund 879 Millionen Dollar auf, während er im Folgejahr auf 303 Millionen fiel. Zwischen 2000 und 2005 war New Line zudem das profitabelste Filmunternehmen Hollywoods: Das Verhältnis von internationalen Einnahmen zu den Produktionsbudget lag bei 3,7. Damit lag das Unternehmen vor DreamWorks mit 3,2, Buena Vista mit 2,9 und Warner Bros. mit 2,4. Um die Aufteilung der Gewinne aus der Trilogie gab es jedoch auch Streit: So verklagten sowohl Jackson als auch die Nachkommen von Tolkien das Studio. Der finanzielle Erfolg stärkte New Lines Position im nach der Fusion von AOL und Time Warner wirtschaftlich strauchelnden Gesamtkonzern, der 2002 und 2003 stark vom erfolgreichen Filmbereich profitierte. Neben den Herr-der-Ringe-Ticketeinnahmen und den DVD-Verkäufen spielte dabei etwa auch der Überraschungserfolg Buddy – Der Weihnachtself eine Rolle.

### Misserfolge und letztendliches Aufgehen in Warner Bros.

Das New Line Cinema-Logo wurde von 2011 bis 2024 verwendet.

Nach dem Erfolg mit der Herr-der-Ringe-Trilogie setzte New Line Cinema seine frühere Produktionspolitik fort. So entstanden Komödien wie Die Hochzeits-Crasher und Franchise-Filme wie Butterfly Effect 2 und Michael Bay’s Texas Chainsaw Massacre. Jedoch hatte das Studio nun auch größeren finanziellen Spielraum, den es etwa zur Umsetzung der seit Jahren geplanten kostenintensiven Fortsetzung Rush Hour 3 nutzte. Insgesamt war die Möglichkeit gestiegen, prestigeträchtige Produktionen umzusetzen. 2003 schloss Fine Line Features einen Kodistributions-Vertrag mit HBO Films ab. Gemeinsam veröffentlichten HBO und Fine Line in der Folge unter anderem Maria voll der Gnade und American Splendor. Im folgenden Jahr erwarb Fine Line allein die Filme Das Meer in mir und Vera Drake. Das große Prestige New Line Cinemas wurde etwa auch daran deutlich, dass Terrence Malick auf das Unternehmen zukam und mit ihm The New World umsetzten wollte. New Line übernahm das rund 30 Millionen Dollar teure Projekt und veröffentlichte den Film Weihnachten 2005. Auch A History of Violence von David Cronenberg zeugte davon, dass dieses Unternehmen nun für die großen Regisseure interessant geworden war.
2005 wurde Fine Line Features von New Line Cinema aufgegeben und durch Picturehouse, das New Line zusammen mit Home Box Office formte, ersetzt. Dies wurde im Rahmen der Filmfestspiele von Cannes bekannt gegeben. Der neue Vertrieb sollte pro Jahr acht bis zehn Filme auf die Leinwand bringen, die von New Line oder HBO produziert oder auf dem Independent-Markt eingekauft worden waren. Der erste von Picturehouse vertriebene Film war Last Days von Gus Van Sant. Als im selben Jahr bei Warner Bros. 400 Stellen abgebaut wurden, blieb die Zahl der Mitarbeiter bei New Line konstant. Auch die Genehmigung der jährlichen Budgets durch Time Warner verliefen nun für New Line Cinema einfacher. Im folgenden Jahr hatte Picturehouse mit Robert Altman’s Last Radio Show seinen ersten größeren Erfolg an den Kinokassen.
2008 wurde New Line Cinema in Warner Bros. eingegliedert und verlor seine Eigenständigkeit. Bob Shaye und Michael Lynne verließen das Unternehmen. Von den 600 Beschäftigten wurden nur rund 50 weiter beschäftigt. Dieser Schritt wurde vor allem mit einer sich häufenden Zahl von Misserfolgen begründet. Der größte Fehlschlag war Der Goldene Kompass, der mit 372,2 Millionen US-Dollar bei einem Budget von 180 Millionen US-Dollar nicht die in ihn gesetzten Erwartungen erfüllen konnte. Hinzu kamen Filme wie Hairspray, Semi-Pro und Little Children, die ebenfalls die mit ihnen verbundenen finanziellen Hoffnungen nicht erfüllen konnten. Ein erfolgversprechendes Projekt wie die Verfilmung von Der Hobbit, das an den Erfolg der Herr-der-Ringe-Filme hätte anknüpfen können, war auf kurze Sicht nicht umzusetzen. In der Folge der Integration von New Line wurde auch Picturehouse im Herbst 2008 aufgegeben. Dies wurde damit begründet, dass nach der Eingliederung von New Line Warner Bros. bereits in sich die Kapazitäten für jegliche Art von Filmen aufweise und somit für Arthouse-Filme keine parallelen Produktions- und Vertriebsstrukturen brauche. Mit der zeitgleichen Schließung von Warner Independent Pictures zog sich Time Warner damit weitestgehend aus dem Independent-Geschäft zurück. Dies wurde als eine einschneidende Veränderung der Unternehmenspolitik von Time Warner angesehen. Seitdem New Line direkt Teil von Warner Bros. geworden ist, produzierte das Studio unter anderem Filme wie Valentinstag, Sex and the City und Er steht einfach nicht auf Dich. New Line war außerdem an der Produktion von Der Hobbit beteiligt.

## Bedeutung für die amerikanische Filmindustrie
New Line Cinema galt seit den 1980er-Jahren als erfolgreichstes Independent-Studio neben Miramax. Dieser Erfolg wurde der Popularisierung von Arthouse-Filmen durch gezieltes und aggressives Marketing zugeschrieben, das auch auf dem Vertreten eines romantischen Konzepts des Autors beruhte und sich damit von der Fokussierung der großen Studios auf Blockbuster und High-Concept-Movies abzusetzen versuchte. Aber auch New Line vollzog eine ähnliche Entwicklung wie die großen Studios, indem es seine Franchises zu zentralen Stützen seines Programms machte, die die Produktion risikoreicherer Filme mit einer engeren Zielgruppe, auch gerade in der Tochtergesellschaft Fine Line Features, absicherten. Auf lange Sicht führte dies zur Ausdifferenzierung von eher den Mainstream ansprechenden Produktionen bei New Line und den spezielleren Arthouse-Produktionen bei Fine Line, die deutlich geringere finanzielle Erfolge brachten. Beispielsweise kam der erfolgreichste Film von Fine Line 1994, Barcelona, auf Ticket-Erlöse von nur 7 Millionen Dollar, während New Line mit Dumm und Dümmer über 100 Millionen Dollar einspielen konnte. Auch nachdem New Line Teil des Turner- und dann des Time-Warner-Imperiums geworden war, konnte das Studio bis 2008 weitestgehend seine Unabhängigkeit wahren. Das unterschied das Studio etwa von Paramount Vantage, das von Paramount Pictures als Tochtergesellschaft gegründet worden war und zwar auch auf Independent- und Arthouse-Produktionen setzte, jedoch keine eigene Tradition und somit eine engere Anbindung an die Muttergesellschaft aufwies. Gemeinsam mit Miramax wurde New Line Cinema in der Literatur aufgrund des hohen Filmausstoßes, des finanziellen Erfolges und der Einbindung in einen großen Medienkonzern als Minimajor bezeichnet. Die in diesem Zusammenhang unter anderem von New Line betriebene Steigerung der Produktionsbudgets führte jedoch auch zu Verwerfung innerhalb des Bereichs des Independentfilms. So wurde kritisiert, dass zwischen Experimentalfilmen für wenige Zehntausend Dollar und den Budgets von um 30, 40 Millionen Dollar, die New Line Filme aufwiesen, der Mittelgrund wegfiel. Dies steht auch im Kontext der stärkeren Einbeziehung von Stars. So wurden auch die Karrieren von Jim Carrey, Mike Myers, Will Ferrell und Vince Vaughn von New Line aufgebaut und gefördert. In die freigewordene Marktposition für mittelgroße Independentproduktionen drangen in der Folge Firmen wie etwa Artisan Entertainment vor.
Im Vergleich mit Miramax war New Line das breiter aufgestellte Studio. Während Miramax in den 1990er-Jahren sein Renommee vor allem mit dem Vertrieb hochwertiger und erfolgreicher ausländischer Filme, darunter einige Gewinner des Oscars für den besten fremdsprachigen Film wie etwa Cinema Paradiso, und Eigenproduktionen wie Shakespeare in Love begründete, gelang es New Line unter anderem mit seinen Turtles-Verfilmungen wie auch mit seinen Horrorfilmen und Komödien stärker ein Massenpublikum anzusprechen. Damit positionierte sich New Line im Markt direkt hinter den Majors und konnte diese zeitweise auch übertrumpfen. Einen Höhepunkt markierte dabei die Zeit der Herr-der-Ringe-Verfilmungen, in der New Line das profitabelste Studio Hollywoods war. Mit diesem Projekt gelang dem Studio die Popularisierung des Fantasyfilms, was in der Folge zu zahlreichen Veröffentlichungen anderer Studios führte, und die Stärkung der Kauf-DVD, die in der Folge die Videokassette und das Leihsystem zurückdrängte. Diese beiden Erfolge New Lines kamen in den Folgejahren der gesamten Filmindustrie zugute.

## Filmographie (Auswahl)

### Filme
- 1993: Menace II Society
- 1993: Who’s the Man?
- 1994: Dumm und Dümmer (Dumb & Dumber)
- 1994: Die Maske (The Mask)
- 1995: Sieben (Se7en)
- 1996: Last Man Standing
- 1996: Set it Off
- 1997: Wag the Dog – Wenn der Schwanz mit dem Hund wedelt (Wag the Dog)
- 1998: American History X
- 1998: Blade
- 2000: Magnolia
- 2000: Thirteen Days
- 2000: The Cell
- 2001: Ich bin Sam (I am Sam)
- 2001: 15 Minuten Ruhm (15 Minutes)
- 2001: Blow
- 2002: Mr. Deeds
- 2002: S1m0ne
- 2002: John Q – Verzweifelte Wut (John Q)
- 2003: Extreme Rage (A Man Apart)
- 2003: Michael Bay’s Texas Chainsaw Massacre (The Texas Chainsaw Massacre)
- 2004: Butterfly Effect (The Butterfly Effect)
- 2005: Die Hochzeits-Crasher (Wedding Crashers)
- 2005: A History of Violence
- 2005: Domino
- 2007: Der Goldene Kompass (The Golden Compass)
- 2007: Machtlos (Rendition)
- 2008: Tintenherz (Inkheart)
- 2009: 17 Again – Back to High School (17 Again)
- 2009: Freitag der 13. (Friday the 13th)
- 2009: Die Frau des Zeitreisenden (The Time Traveler's Wife)
- 2010: Valentinstag (Valentine's Day)
- 2010:  Sex and the City 2
- 2010: Verrückt nach dir (Going the Distance)
- 2011: The Rite – Das Ritual (The Rite)
- 2011: Alles erlaubt – Eine Woche ohne Regeln (Hall Pass)
- 2011: Kill the Boss (Horrible Bosses)
- 2011: Harold & Kumar – Alle Jahre wieder (A Very Harold & Kumar 3D Christmas)
- 2011: Happy New Year (New Year's Eve)
- 2012: Die Reise zur geheimnisvollen Insel (Journey 2: The Mysterious Island)
- 2012: Rock of Ages
- 2013: Jack and the Giants (Jack the Giant Slayer)
- 2013: Der unglaubliche Burt Wonderstone (The Incredible Burt Wonderstone)
- 2013: Wir sind die Millers (We're the Millers)
- 2020: Superintelligence
- 2025: Companion – Die perfekte Begleitung (Companion)

### Filmreihen
- 1984–2010: Nightmare
  - 1984: Nightmare – Mörderische Träume (A Nightmare on Elm Street)
  - 1985: Nightmare II – Die Rache (A Nightmare on Elm Street, Part 2: Freddy’s Revenge)
  - 1987: Nightmare III – Freddy Krueger lebt (A Nightmare on Elm Street 3: Dream Warriors)
  - 1988: Nightmare on Elm Street 4 (A Nightmare on Elm Street 4: The Dream Master)
  - 1989: Nightmare on Elm Street 5 – Das Trauma (A Nightmare on Elm Street 5: The Dream Child)
  - 1991: Freddy’s Finale – Nightmare on Elm Street 6 (Freddy’s Dead: The Final Nightmare)
  - 1994: Freddy’s New Nightmare (Wes Craven’s New Nightmare)
  - 2003: Freddy vs. Jason
  - 2010: A Nightmare on Elm Street
- 1986–1991: Critters
  - 1986: Critters – Sie sind da! (Critters)
  - 1988: Critters 2 – Sie kehren zurück (Critters – The Main Course)
  - 1991: Critters 3 – Die Kuschelkiller kommen (Critters 3)
  - 1992: Critters 4 – Das große Fressen geht weiter (Critters 4)
- 1990–1993: Turtles
  - 1990: Turtles (Teenage Mutant Ninja Turtles)
  - 1991: Turtles II – Das Geheimnis des Ooze (Teenage Mutant Ninja Turtles II: The Secret of the Ooze)
  - 1993: Turtles III (Teenage Mutant Ninja Turtles III)
- 1992–2008: Poison Ivy
  - 1992: Poison Ivy – Die tödliche Umarmung (Poison Ivy)
  - 1996:  Poison Ivy II – Jung und verführerisch (Poison Ivy II)
  - 1997: Poison Ivy – Sex, Lügen, Rache (Poison Ivy: The New Seduction)
  - 2008: Poison Ivy: The Secret Society
- 1995–2010: Mortal Kombat
  - 1995: Mortal Kombat
  - 1995: Mortal Kombat: Die Reise beginnt (Mortal Kombat: The Journey Begins)
  - 1997: Mortal Kombat 2 – Annihilation (Mortal Kombat: Annihilation)
  - 1998–1999: Mortal Kombat: Conquest
  - 2010: Mortal Kombat: Rebirth
  - 2021: Mortal Kombat
- 1997–2002: Austin-Powers-Trilogie
  - 1997: Austin Powers – Das Schärfste, was Ihre Majestät zu bieten hat (Austin Powers: International Man of Mystery)
  - 1999: Austin Powers – Spion in geheimer Missionarsstellung (Austin Powers: The Spy Who Shagged Me)
  - 2002: Austin Powers in Goldständer (Austin Powers in Goldmember)
- 1998–2004: Blade-Trilogie
  - 1998: Blade
  - 2002: Blade II
  - 2004: Blade: Trinity
- 1998–2007: Rush Hour-Trilogie
  - 1998: Rush-Hour
  - 2001: Rush Hour 2
  - 2007: Rush Hour 3
- 2000–2011: Final Destination
  - 2000: Final Destination
  - 2003: Final Destination 2
  - 2006: Final Destination 3
  - 2009: Final Destination 4 (The Final Destination)
  - 2011: Final Destination 5
- 2001–2003: Der Herr der Ringe (The Lord of the Rings)
  - 2001: Der Herr der Ringe: Die Gefährten (The Lord of the Rings: The Fellowship of the Ring)
  - 2002: Der Herr der Ringe: Die zwei Türme (The Lord of the Rings: The Two Towers)
  - 2003: Der Herr der Ringe: Die Rückkehr des Königs (The Lord of the Rings: The Return of the King)
- 2012–2014: Der Hobbit (The Hobbit)
  - 2012: Der Hobbit: Eine unerwartete Reise (The Hobbit: An Unexpected Journey)
  - 2013: Der Hobbit: Smaugs Einöde (The Hobbit: The Desolation of Smaug)
  - 2014: Der Hobbit: Die Schlacht der Fünf Heere (The Hobbit: The Battle of the Five Armys)
- seit 2013: Conjuring-Universum (Conjuring Universe)
  - 2013: Conjuring – Die Heimsuchung (The Conjuring)
  - 2014: Annabelle
  - 2016: Conjuring 2 (The Conjuring 2)
  - 2017: Annabelle 2 (Annabelle: Creation)
  - 2018: The Nun
  - 2019: Lloronas Fluch (The Curse of La Llorona)
  - 2019: Annabelle 3 (Annabelle Comes Home)
  - 2021: Conjuring 3: Im Bann des Teufels (The Conjuring: The Devil Made Me Do It)
  - 2023: The Nun II